# Peltaea edouardii
Peltaea edouardii är en malvaväxtart som först beskrevs av Bénédict Pierre Georges Hochreutiner, och fick sitt nu gällande namn av Antonio Krapovickas och Cristobal. Peltaea edouardii ingår i släktet Peltaea och familjen malvaväxter. Inga underarter finns listade i Catalogue of Life.